# Cityring (Thisted)
 For alternative betydninger, se Cityring. (Se også artikler, som begynder med Cityring)
Cityring O er en indre ringvej, der går rundt om Thisted Centrum. Vejen består af Thisted Kystvej – Toldbodgade – Jernbanegade – Dr Louise Gade – Bryggerivej – Vestergade – Rosenkrantzgade – Tingstrupvej - Skovgade - Brogade - Nørregade - Allestræde - Kastet - Korsgade - Østerbakken og ender til sidst i Thisted Kystvej. 
Cityring skal lede gennemkørende trafik uden om Thisted Centrum og fungere som en alternativ rute for dem, der har ærinder inde i den indre by. Vejen er også en gevinst for de handlende[kilde mangler], så der ikke kommer så meget gennemkørende trafik ind gennem midtbyen. 